# Mungo Jerry
 (août 2017).
Si vous disposez d'ouvrages ou d'articles de référence ou si vous connaissez des sites web de qualité traitant du thème abordé ici, merci de compléter l'article en donnant les références utiles à sa vérifiabilité et en les liant à la section « Notes et références ».
Mungo Jerry est un groupe britannique de musique apparu dans les années 1970 et dont le premier titre In the Summertime est un succès mondial incontournable, le 3e single le plus vendu au monde.
Le nom du groupe a été inspiré par le poème Mungojerrie and Rumpleteazer, tiré du livre Old Possum's Book of Practical Cats de T. S. Eliot.

## Histoire
Ray Dorset joue dans le groupe le rôle d’auteur, compositeur et guitariste harmoniciste.
Vingt ans plus tard, Dorset effectue en solo un retour important en France pour Mungo Jerry qui, dans les années 1990 et sous l’impulsion du label indépendant CD One Music dirigé par Christian Brunet, réalise une première compilation complète puis une adaptation de In the Summertime qui sera suivie de multiples apparitions à la télévision. Il existe depuis de très nombreuses versions remixées et dans divers genres musicaux dont l'une est au générique de fin du film Sauvez Willy 2.
En 2008, Ray Dorset continue de poursuivre sa carrière surtout dans le nord de l'Europe. Il s'est installé en Allemagne à Bielefeld où sa notoriété n'a jamais failli.
Les chansons les plus célèbres sont In the Summertime, Alright Alright Alright et Hello Nadine.

## Membres
- Ray Dorset : chant, guitare
- Paul King : banjo, guitare
- Mike Cole : basse
- Colin Earl : claviers
- Joe Rush : batterie

## Discographie
- Mungo Jerry - 1970
- Electronically Tested - 1971
- You Don't Have To Be In The Army - 1971
- Boot Power - 1972
- Long Legged Woman Dressed In Black - 1974
- Impala Saga - 1975
- Ray Dorset & Mungo Jerry - 1977
- Lovin´ In The Alleys And Fightin' In The Streets - 1977
- Six A Side - 1979
- Together Again - 1981
- Boogie Up - 1982
- Katmandu - A Case for the Blues - 1984 (Mungo Jerry/Peter Green/Vincent Crane)
- All the hits plus more - 1987
- Snake Bite - 1991
- In the summertine Remix - 1991
- Old Shoes New Jeans - 1997
- Candy Dreams - 2001
- Move on - The latest and the greatest - 2002
- Adults only - 2003